# Risultati sportivi di Lewis Hamilton

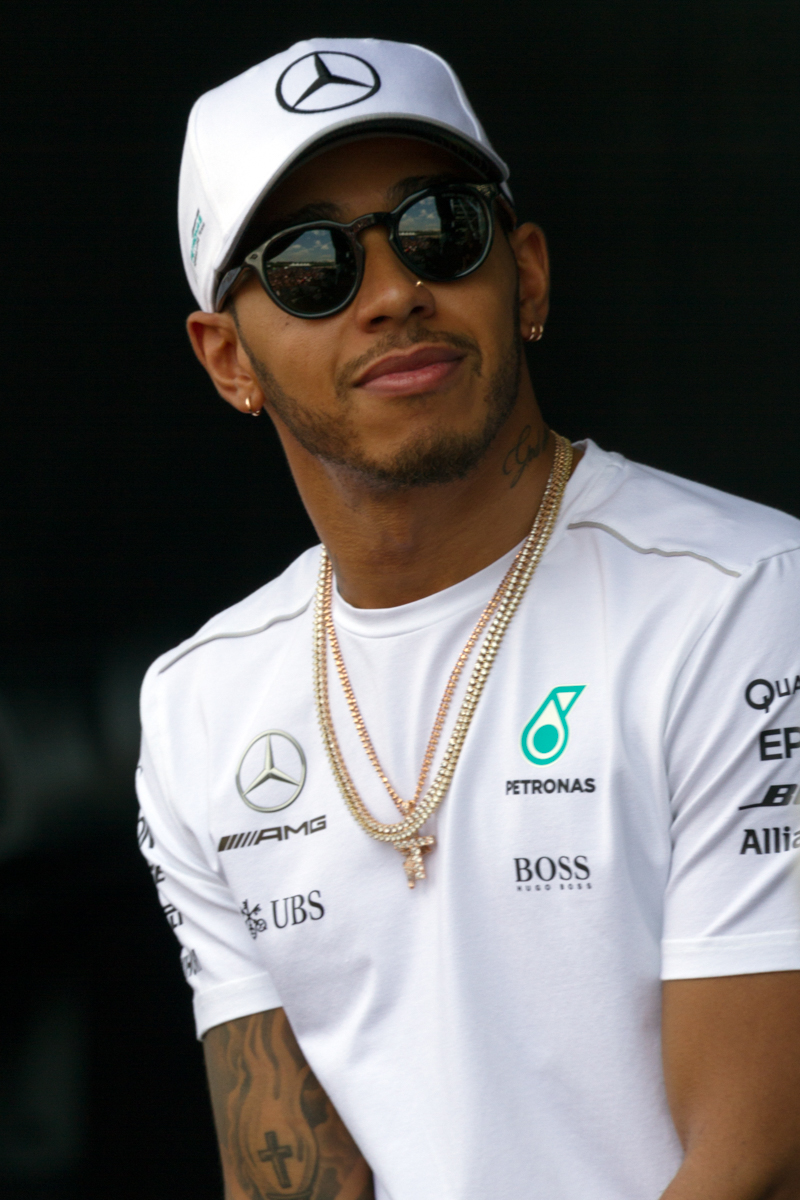
Hamilton nel 2017

Questa pagina comprende i risultati sportivi ottenuti in carriera dal pilota automobilistico britannico Lewis Hamilton.

## Formula Renault 2000 Regno Unito
| Stagione | Squadra          | 1     | 2      | 3       | 4     | 5     | 6      | 7     | 8     | 9       | 10    | 11    | 12    | 13    | 14    | 15    | 16  | 17  | Punti | Pos. |
| -------- | ---------------- | ----- | ------ | ------- | ----- | ----- | ------ | ----- | ----- | ------- | ----- | ----- | ----- | ----- | ----- | ----- | --- | --- | ----- | ---- |
| 2002     | Manor Motorsport | BRA 3 | OUL 15 | THR 2   | SIL 9 | THR 1 | BRA 20 | CRO 6 | SNE 2 | SNE Rit | KNO 2 | BRA 1 | DON 1 | DON 4 |       |       |     |     | 274   | 3°   |
| 2003     | Manor Motorsport | SNE 2 | SNE 3  | BRA Rit | THR 2 | SIL 1 | ROC 1  | CRO 1 | CRO 1 | DON Rit | DON 1 | SNE 1 | BRA 1 | BRA 1 | DON 1 | DON 1 | OUL | OUL | 419   | 1°   |
| Legenda  |                  |       |        |         |       |       |        |       |       |         |       |       |       |       |       |       |     |     |       |      |

## F3 Euro Series
| Stagione | Squadra          | 1      | 2     | 3       | 4     | 5       | 6     | 7     | 8     | 9     | 10    | 11      | 12     | 13     | 14    | 15      | 16    | 17    | 18    | 19    | 20    | Punti | Pos. |
| -------- | ---------------- | ------ | ----- | ------- | ----- | ------- | ----- | ----- | ----- | ----- | ----- | ------- | ------ | ------ | ----- | ------- | ----- | ----- | ----- | ----- | ----- | ----- | ---- |
| 2004     | Manor Motorsport | HOC 11 | HOC 6 | EST Rit | EST 9 | ADR Rit | ADR 5 | PAU 4 | PAU 7 | NOR 1 | NOR 3 | MAG Rit | MAG 21 | NÜR 3  | NÜR 4 | ZAN 3   | ZAN 6 | BRN 7 | BRN 4 | HOC 2 | HOC 6 | 68    | 5°   |
| 2005     | ASM Formule 3    | HOC 1  | HOC 3 | PAU 1   | PAU 1 | SPA SQ  | SPA 1 | MON 1 | MON 1 | OSC 3 | OSC 1 | NOR 1   | NOR 1  | NÜR 12 | NÜR 1 | ZAN Rit | ZAN 1 | LAU 1 | LAU 1 | HOC 1 | HOC 1 | 172   | 1°   |
| Legenda  |                  |        |       |         |       |         |       |       |       |       |       |         |        |        |       |         |       |       |       |       |       |       |      |

## GP2 Series
| Stagione | Squadra        | 1   | 2   | 3   | 4   | 5   | 6   | 7   | 8   | 9   | 10  | 11  | 12  | 13  | 14  | 15  | 16  | 17  | 18  | 19  | 20  | 21  | Punti | Pos. |
| -------- | -------------- | --- | --- | --- | --- | --- | --- | --- | --- | --- | --- | --- | --- | --- | --- | --- | --- | --- | --- | --- | --- | --- | ----- | ---- |
| 2006     | ART Grand Prix | VAL | VAL | SMR | SMR | EUR | EUR | ESP | ESP | MON | GBR | GBR | FRA | FRA | GER | GER | HUN | HUN | TUR | TUR | ITA | ITA | 114   | 1º   |
| 2006     | ART Grand Prix | 2   | 6   | SQ  | 10  | 1   | 1   | 2   | 4   | 1   | 1   | 1   | 19  | 5   | 2   | 3   | 10  | 2   | 2   | 2   | 3   | 2   | 114   | 1º   |
| Legenda  |                |     |     |     |     |     |     |     |     |     |     |     |     |     |     |     |     |     |     |     |     |     |       |      |

## Formula 1

### Risultati completi
| 2007 | Scuderia | Vettura |   |   |   |   |   |   |   |   |   |   |   |   |   |   |   |     |   |  |  |  |  |  |  |  | Punti | Pos. |
| ---- | -------- | ------- | - | - | - | - | - | - | - | - | - | - | - | - | - | - | - | --- | - |  |  |  |  |  |  |  | ----- | ---- |
| 2007 | McLaren  | MP4-22  | 3 | 2 | 2 | 2 | 2 | 1 | 1 | 3 | 3 | 9 | 1 | 5 | 2 | 4 | 1 | Rit | 7 |  |  |  |  |  |  |  | 109   | 2º   |

| 2008 | Scuderia | Vettura |   |   |    |   |   |   |     |    |   |   |   |   |   |   |   |    |   |   |  |  |  |  |  |  | Punti | Pos. |
| ---- | -------- | ------- | - | - | -- | - | - | - | --- | -- | - | - | - | - | - | - | - | -- | - | - |  |  |  |  |  |  | ----- | ---- |
| 2008 | McLaren  | MP4-23  | 1 | 5 | 13 | 3 | 2 | 1 | Rit | 10 | 1 | 1 | 5 | 2 | 3 | 7 | 3 | 12 | 1 | 5 |  |  |  |  |  |  | 98    | 1º   |

| 2009 | Scuderia | Vettura |    |    |   |   |   |    |    |    |    |   |   |     |     |   |   |   |     |  |  |  |  |  |  |  | Punti | Pos. |
| ---- | -------- | ------- | -- | -- | - | - | - | -- | -- | -- | -- | - | - | --- | --- | - | - | - | --- |  |  |  |  |  |  |  | ----- | ---- |
| 2009 | McLaren  | MP4-24  | SQ | 7‡ | 6 | 4 | 9 | 12 | 13 | 16 | 18 | 1 | 2 | Rit | 12* | 1 | 3 | 3 | Rit |  |  |  |  |  |  |  | 49    | 5º   |

| 2010 | Scuderia | Vettura |   |   |   |   |     |   |   |   |   |   |   |     |   |     |     |   |   |   |   |  |  |  |  |  | Punti | Pos. |
| ---- | -------- | ------- | - | - | - | - | --- | - | - | - | - | - | - | --- | - | --- | --- | - | - | - | - |  |  |  |  |  | ----- | ---- |
| 2010 | McLaren  | MP4-25  | 3 | 6 | 6 | 2 | 14* | 5 | 1 | 1 | 2 | 2 | 4 | Rit | 1 | Rit | Rit | 5 | 2 | 4 | 2 |  |  |  |  |  | 240   | 4º   |

| 2011 | Scuderia | Vettura |   |   |   |   |   |   |     |   |   |   |   |     |   |   |   |   |   |   |     |  |  |  |  |  | Punti | Pos. |
| ---- | -------- | ------- | - | - | - | - | - | - | --- | - | - | - | - | --- | - | - | - | - | - | - | --- |  |  |  |  |  | ----- | ---- |
| 2011 | McLaren  | MP4-26  | 2 | 8 | 1 | 4 | 2 | 6 | Rit | 4 | 4 | 1 | 4 | Rit | 4 | 5 | 5 | 2 | 7 | 1 | Rit |  |  |  |  |  | 227   | 5º   |

| 2012 | Scuderia | Vettura |   |   |   |   |   |   |   |     |   |     |   |     |   |     |   |    |   |     |   |     |  |  |  |  | Punti | Pos. |
| ---- | -------- | ------- | - | - | - | - | - | - | - | --- | - | --- | - | --- | - | --- | - | -- | - | --- | - | --- |  |  |  |  | ----- | ---- |
| 2012 | McLaren  | MP4-27  | 3 | 3 | 3 | 8 | 8 | 5 | 1 | 19* | 8 | Rit | 1 | Rit | 1 | Rit | 5 | 10 | 4 | Rit | 1 | Rit |  |  |  |  | 190   | 4º   |

| 2013 | Scuderia | Vettura |   |   |   |   |    |   |   |   |   |   |   |   |   |   |     |   |   |   |   |  |  |  |  |  | Punti | Pos. |
| ---- | -------- | ------- | - | - | - | - | -- | - | - | - | - | - | - | - | - | - | --- | - | - | - | - |  |  |  |  |  | ----- | ---- |
| 2013 | Mercedes | F1 W04  | 5 | 3 | 3 | 5 | 12 | 4 | 3 | 4 | 5 | 1 | 3 | 9 | 5 | 5 | Rit | 6 | 7 | 4 | 9 |  |  |  |  |  | 189   | 4º   |

| 2014 | Scuderia | Vettura |     |   |   |   |   |   |     |   |   |   |   |     |   |   |   |   |   |   |   |  |  |  |  |  | Punti | Pos. |
| ---- | -------- | ------- | --- | - | - | - | - | - | --- | - | - | - | - | --- | - | - | - | - | - | - | - |  |  |  |  |  | ----- | ---- |
| 2014 | Mercedes | F1 W05  | Rit | 1 | 1 | 1 | 1 | 2 | Rit | 2 | 1 | 3 | 3 | Rit | 1 | 1 | 1 | 1 | 1 | 2 | 1 |  |  |  |  |  | 384   | 1º   |

| 2015 | Scuderia | Vettura |   |   |   |   |   |   |   |   |   |   |   |   |     |   |   |   |   |   |   |  |  |  |  |  | Punti | Pos. |
| ---- | -------- | ------- | - | - | - | - | - | - | - | - | - | - | - | - | --- | - | - | - | - | - | - |  |  |  |  |  | ----- | ---- |
| 2015 | Mercedes | F1 W06  | 1 | 2 | 1 | 1 | 2 | 3 | 1 | 2 | 1 | 6 | 1 | 1 | Rit | 1 | 1 | 1 | 2 | 2 | 2 |  |  |  |  |  | 381   | 1º   |

| 2016 | Scuderia | Vettura |   |   |   |   |     |   |   |   |   |   |   |   |   |   |   |     |   |   |   |   |   |  |  |  | Punti | Pos. |
| ---- | -------- | ------- | - | - | - | - | --- | - | - | - | - | - | - | - | - | - | - | --- | - | - | - | - | - |  |  |  | ----- | ---- |
| 2016 | Mercedes | F1 W07  | 2 | 3 | 7 | 2 | Rit | 1 | 1 | 5 | 1 | 1 | 1 | 1 | 3 | 2 | 3 | Rit | 3 | 1 | 1 | 1 | 1 |  |  |  | 380   | 2º   |

| 2017 | Scuderia | Vettura |   |   |   |   |   |   |   |   |   |   |   |   |   |   |   |   |   |   |   |   |  |  |  |  | Punti | Pos. |
| ---- | -------- | ------- | - | - | - | - | - | - | - | - | - | - | - | - | - | - | - | - | - | - | - | - |  |  |  |  | ----- | ---- |
| 2017 | Mercedes | F1 W08  | 2 | 1 | 2 | 4 | 1 | 7 | 1 | 5 | 4 | 1 | 4 | 1 | 1 | 1 | 2 | 1 | 1 | 9 | 4 | 2 |  |  |  |  | 363   | 1º   |

| 2018 | Scuderia | Vettura |   |   |   |   |   |   |   |   |     |   |   |   |   |   |   |   |   |   |   |   |   |  |  |  | Punti | Pos. |
| ---- | -------- | ------- | - | - | - | - | - | - | - | - | --- | - | - | - | - | - | - | - | - | - | - | - | - |  |  |  | ----- | ---- |
| 2018 | Mercedes | F1 W09  | 2 | 3 | 4 | 1 | 1 | 3 | 5 | 1 | Rit | 2 | 1 | 1 | 2 | 1 | 1 | 1 | 1 | 3 | 4 | 1 | 1 |  |  |  | 408   | 1º   |

| 2019 | Scuderia | Vettura |   |   |   |   |   |   |   |   |   |   |   |   |   |   |   |   |   |   |   |   |   |  |  |  | Punti | Pos. |
| ---- | -------- | ------- | - | - | - | - | - | - | - | - | - | - | - | - | - | - | - | - | - | - | - | - | - |  |  |  | ----- | ---- |
| 2019 | Mercedes | F1 W10  | 2 | 1 | 1 | 2 | 1 | 1 | 1 | 1 | 5 | 1 | 9 | 1 | 2 | 3 | 4 | 1 | 3 | 1 | 2 | 7 | 1 |  |  |  | 413   | 1º   |

| 2020 | Scuderia | Vettura |   |   |   |   |   |   |   |   |   |   |   |   |   |   |   |  |   |  |  |  |  |  |  |  | Punti | Pos. |
| ---- | -------- | ------- | - | - | - | - | - | - | - | - | - | - | - | - | - | - | - |  | - |  |  |  |  |  |  |  | ----- | ---- |
| 2020 | Mercedes | F1 W11  | 4 | 1 | 1 | 1 | 2 | 1 | 1 | 7 | 1 | 3 | 1 | 1 | 1 | 1 | 1 |  | 3 |  |  |  |  |  |  |  | 347   | 1º   |

| 2021 | Scuderia | Vettura |   |   |   |   |   |    |   |   |   |    |   |    |   |     |   |   |   |   |   |   |   |   |  |  | Punti | Pos. |
| ---- | -------- | ------- | - | - | - | - | - | -- | - | - | - | -- | - | -- | - | --- | - | - | - | - | - | - | - | - |  |  | ----- | ---- |
| 2021 | Mercedes | F1 W12  | 1 | 2 | 1 | 1 | 7 | 15 | 2 | 2 | 4 | 12 | 2 | 3‡ | 2 | Rit | 1 | 5 | 2 | 2 | 1 | 1 | 1 | 2 |  |  | 387,5 | 2º   |

| 2022 | Scuderia | Vettura |   |    |   |    |   |   |   |   |   |   |    |   |   |     |   |   |   |   |   |   |    |     |  |  | Punti | Pos. |
| ---- | -------- | ------- | - | -- | - | -- | - | - | - | - | - | - | -- | - | - | --- | - | - | - | - | - | - | -- | --- |  |  | ----- | ---- |
| 2022 | Mercedes | F1 W13  | 3 | 10 | 4 | 13 | 6 | 5 | 8 | 4 | 3 | 3 | 38 | 2 | 2 | Rit | 4 | 5 | 9 | 5 | 2 | 2 | 23 | 18* |  |  | 240   | 6º   |

| 2023 | Scuderia | Vettura |   |   |   |    |   |   |   |   |   |   |   |    |   |   |   |   |      |     |   |    |   |   |  |  | Punti | Pos. |
| ---- | -------- | ------- | - | - | - | -- | - | - | - | - | - | - | - | -- | - | - | - | - | ---- | --- | - | -- | - | - |  |  | ----- | ---- |
| 2023 | Mercedes | F1 W14  | 5 | 5 | 2 | 67 | 6 | 4 | 2 | 3 | 8 | 3 | 4 | 47 | 6 | 6 | 3 | 5 | Rit5 | SQ2 | 2 | 87 | 7 | 9 |  |  | 234   | 3º   |

| 2024 | Scuderia | Vettura |   |   |     |   |    |   |   |   |   |   |    |   |   |   |   |   |   |   |      |   |    |   |     |   | Punti | Pos. |
| ---- | -------- | ------- | - | - | --- | - | -- | - | - | - | - | - | -- | - | - | - | - | - | - | - | ---- | - | -- | - | --- | - | ----- | ---- |
| 2024 | Mercedes | F1 W15  | 7 | 9 | Rit | 9 | 92 | 6 | 6 | 7 | 4 | 3 | 46 | 1 | 3 | 1 | 8 | 5 | 9 | 6 | Rit6 | 4 | 10 | 2 | 126 | 4 | 223   | 7º   |

| 2025 | Scuderia | Vettura |    |     |   |   |   |    |   |   |   |   |   |   |   |    |  |  |  |  |  |  |  |  |  |  | Punti | Pos. |
| ---- | -------- | ------- | -- | --- | - | - | - | -- | - | - | - | - | - | - | - | -- |  |  |  |  |  |  |  |  |  |  | ----- | ---- |
| 2025 | Ferrari  | SF-25   | 10 | SQ1 | 7 | 5 | 7 | 83 | 4 | 5 | 6 | 6 | 4 | 4 | 7 | 12 |  |  |  |  |  |  |  |  |  |  | 109   |      |

| Legenda | 1º posto     | 2º posto | 3º posto    | A punti         | Senza punti/Non class.  | Grassetto – Pole position Corsivo – Giro più veloce Apice – Risultato Sprint (A punti) |
| Legenda | Squalificato | Ritirato | Non partito | Non qualificato | Solo prove/Terzo pilota | Grassetto – Pole position Corsivo – Giro più veloce Apice – Risultato Sprint (A punti) |

* Non ha terminato, ma è stato classificato in quanto aveva completato più del 90% della distanza di gara.
‡ Metà punti assegnati come meno del 75% della distanza di gara è stata completata.

### Record
(Aggiornato dopo il Gran Premio d'Ungheria 2025)

#### Titoli mondiali
| Record                                                              | Numero/Data                              |
| ------------------------------------------------------------------- | ---------------------------------------- |
| Maggior numero di titoli mondiali                                   | 7 (a pari merito con Michael Schumacher) |
| Pilota più giovane in testa al campionato mondiale                  | 22 anni, 126 giorni (Spagna 2007)        |
| Maggior intervallo di tempo tra il primo e l'ultimo titolo mondiale | 12 anni (2008 - 2020)                    |
| Maggior numero di gran premi in testa al mondiale                   | 126                                      |

#### Gran Premi
| Record                                                         | Numero/Data                                        |
| -------------------------------------------------------------- | -------------------------------------------------- |
| Maggior numero di gare consecutive concluse                    | 48 (Gran Bretagna 2018-Bahrein 2020)               |
| Maggior numero di gran premi disputati con la stessa scuderia  | 246 (Mercedes)                                     |
| Maggior numero di partenze con lo stesso costruttore di motori | 356 (Mercedes-Benz; Australia 2007–Abu Dhabi 2024) |

#### Vittorie
| Record                                                                                        | Numero/Data                                                                                   |
| --------------------------------------------------------------------------------------------- | --------------------------------------------------------------------------------------------- |
| Maggior numero di vittorie in assoluto                                                        | 105 (al Gran Premio del Belgio 2024)                                                          |
| Maggior numero di vittorie nella stagione di debutto                                          | 4 (2007; a pari merito con Jacques Villeneuve)                                                |
| Maggior numero di vittorie con lo stesso costruttore                                          | 84 (Mercedes, al Gran Premio del Belgio 2024)                                                 |
| Maggior numero di vittorie partendo dalla pole position                                       | 61 (al Gran Premio d'Arabia Saudita 2021)                                                     |
| Maggior numero stagioni consecutive con almeno una vittoria                                   | 15 (dal 2007 al 2021); a pari merito con Michael Schumacher                                   |
| Maggior numero di stagioni consecutive con almeno una vittoria a partire dall'anno di debutto | 15 (dal 2007 al 2021)                                                                         |
| Maggior numero di vittorie in un mese                                                         | 4 (luglio 2016, Austria 2016–Germania 2016); a pari merito con Max Verstappen - (luglio 2023) |
| Maggior numero di vittorie nello stesso gran premio                                           | 9 (Gran Bretagna)                                                                             |
| Maggior numero di vittorie nello stesso circuito                                              | 9 (Silverstone)                                                                               |
| Maggior intervallo di tempo tra la prima e l'ultima vittoria                                  | 17 anni, 1 mese e 18 giorni (Canada 2007 - Belgio 2024)                                       |
| Maggior numero di vittorie in Gran Premi differenti                                           | 31 (al Gran Premio d'Arabia Saudita 2021)                                                     |
| Maggior numero di vittorie in circuiti differenti                                             | 31 (a Jeddah Corniche Circuit 2021)                                                           |
| Maggior numero di vittorie nel Gran Premio di casa                                            | 9 (Gran Bretagna)                                                                             |
| Maggior numero di vittorie in una stagione senza vittoria del mondiale                        | 10 (2016)                                                                                     |

#### Pole position
| Record                                                                                             | Numero/Data                                                                     |
| -------------------------------------------------------------------------------------------------- | ------------------------------------------------------------------------------- |
| Maggior numero di pole position in assoluto                                                        | 104 (al Gran Premio d'Ungheria 2023)                                            |
| Maggior numero di pole position nella stagione di debutto                                          | 6 (2007)                                                                        |
| Maggior numero di stagioni consecutive con almeno una pole position                                | 15 (dal 2007 al 2021)                                                           |
| Maggior numero di stagioni consecutive con almeno una pole position a partire dall'anno di debutto | 15 (dal 2007 al 2021)                                                           |
| Maggior numero di pole position nello stesso gran premio                                           | 9 (Gran Premio d'Ungheria)                                                      |
| Maggior numero di pole position nello stesso circuito                                              | 9 (Hungaroring)                                                                 |
| Maggior intervallo di tempo tra la prima e l'ultima pole position                                  | 16 anni, 1 mese e 13 giorni (Canada 2007–Ungheria 2023)                         |
| Maggior numero di pole position in Gran Premi differenti                                           | 30 (al Gran Premio d'Arabia Saudita 2021)                                       |
| Maggior numero di pole position in circuiti differenti                                             | 32 (a Jeddah Corniche Circuit 2021)                                             |
| Maggior numero di pole position nel gran premio di casa                                            | 7 (Gran Premio di Gran Bretagna)                                                |
| Maggior numero di pole position senza vittoria del Gran Premio                                     | 43 (al Gran Premio d'Ungheria 2023)                                             |
| Maggior numero di pole position con lo stesso costruttore                                          | 78 (Mercedes, al Gran Premio d'Ungheria 2023)                                   |
| Maggior numero di prime file in assoluto                                                           | 175 (al Gran Premio di Gran Bretagna 2024)                                      |
| Media di velocità più alta in un giro di qualifica                                                 | 264,363 km/h (Gran Premio d'Italia 2020, su Mercedes-AMG F1 W11 EQ Performance) |

#### Giri veloci
| Record                                                           | Numero/Data                                                                                             |
| ---------------------------------------------------------------- | --- |
| Maggior numero di giri veloci nello stesso gran premio           | 7 (Gran Premio d'Italia); a pari merito con Nigel Mansell - Gran Bretagna e Michael Schumacher - Spagna |
| Maggior numero di giri veloci nello stesso circuito              | 7 (Autodromo nazionale di Monza); a pari merito con Michael Schumacher - Circuito di Catalogna          |
| Maggior numero di giri veloci in gran premi differenti           | 27 (al Gran Premio di Città del Messico 2023)                                                           |
| Maggior numero di giri veloci in circuiti differenti             | 27 (ad Autodromo Hermanos Rodríguez 2023)                                                               |
| Maggior numero di giri veloci con la stessa scuderia             | 55 (Mercedes)                                                                                           |
| Maggior numero di stagioni consecutive con almeno un giro veloce | 15 (dal 2010 al 2024); a pari merito con Michael Schumacher                                             |

#### Podi
| Record                                                   | Numero/Data                                      |
| -------------------------------------------------------- | ------------------------------------------------ |
| Maggior numero di podi in assoluto                       | 202 al Gran Premio di Las Vegas 2024)            |
| Maggior numero di podi con lo stesso costruttore         | 153 (Mercedes, al Gran Premio di Las Vegas 2024) |
| Maggior numero di podi consecutivi dalla gara di debutto | 9 (Australia 2007–Gran Bretagna 2007)            |
| Maggior numero stagioni consecutive con almeno un podio  | 18 (dal 2007 al 2024)                            |
| Maggior numero di podi in Gran Premi differenti          | 37 (al Gran Premio di Las Vegas 2024)            |
| Maggior numero di podi in circuiti differenti            | 36 (a Las Vegas Strip Circuit 2024)              |
| Maggior numero di podi nello stesso Gran Premio          | 14 (Gran Bretagna)                               |
| Maggior numero di podi nel Gran Premio di casa           | 14 (Gran Bretagna)                               |
| Maggior numero di podi nello stesso circuito             | 15 (Circuito di Silverstone)                     |
| Maggior numero di secondi posti in assoluto              | 57 (al Gran Premio di Las Vegas 2024)            |

#### Punti
| Record                                                  | Numero/Data                              |
| ------------------------------------------------------- | ---------------------------------------- |
| Maggior numero di punti totali                          | 4 971,5 (al Gran Premio del Belgio 2025) |
| Maggior numero stagioni consecutive con almeno un punto | 19 (dal 2007 al 2025)                    |
| Maggior numero di punti nella stagione di debutto       | 109 (2007)                               |
| Maggior numero di gran premi a punti in assoluto        | 326 (al Gran Premio del Belgio 2025)     |
| Maggior numero di gare consecutive terminate a punti    | 48 (Gran Bretagna 2018-Bahrein 2020)     |

#### Leader di gara
| Record                                                                   | Numero/Data                            |
| ------------------------------------------------------------------------ | -------------------------------------- |
| Maggior numero di giri percorsi in testa                                 | 5 488 (al Gran Premio d'Austria 2025)  |
| Maggior numero di chilometri percorsi in testa                           | 27 975 (al Gran Premio d'Austria 2025) |
| Maggior numero di Gran Premi con almeno un giro in testa                 | 192 (al Gran Premio d'Austria 2025)    |
| Maggior numero stagioni consecutive con almeno un giro al comando        | 19 (dal 2007 al 2025)                  |
| Maggior numero di giri percorsi in testa nello stesso Gran Premio        | 487 (Gran Premio d'Ungheria)           |
| Maggior numero di giri percorsi in testa nello stesso circuito           | 487 (Hungaroring)                      |
| Maggior numero di Gran Premi consecutivi con almeno un giro in testa     | 18 (Ungheria 2014–Gran Bretagna 2015)  |
| Maggior numero di gran premi percorsi in testa dal primo all'ultimo giro | 23 (al Gran Premio del Qatar 2021)     |

### Confronto con i compagni di squadra
| Stagione | Punti di Hamilton | Punti del compagno | Compagno di squadra | Scuderia |
| -------- | ----------------- | ------------------ | ------------------- | -------- |
| 2007     | 109               | 109                | Fernando Alonso     | McLaren  |
| 2008     | 98                | 53                 | Heikki Kovalainen   | McLaren  |
| 2009     | 49                | 22                 | Heikki Kovalainen   | McLaren  |
| 2010     | 240               | 214                | Jenson Button       | McLaren  |
| 2011     | 227               | 270                | Jenson Button       | McLaren  |
| 2012     | 190               | 188                | Jenson Button       | McLaren  |
| 2013     | 189               | 171                | Nico Rosberg        | Mercedes |
| 2014     | 384               | 317                | Nico Rosberg        | Mercedes |
| 2015     | 381               | 322                | Nico Rosberg        | Mercedes |
| 2016     | 380               | 385                | Nico Rosberg        | Mercedes |
| 2017     | 363               | 305                | Valtteri Bottas     | Mercedes |
| 2018     | 408               | 247                | Valtteri Bottas     | Mercedes |
| 2019     | 413               | 326                | Valtteri Bottas     | Mercedes |
| 2020     | 347               | 223                | Valtteri Bottas     | Mercedes |
| 2021     | 387,5             | 226                | Valtteri Bottas     | Mercedes |
| 2022     | 240               | 275                | George Russell      | Mercedes |
| 2023     | 234               | 175                | George Russell      | Mercedes |
| 2024     | 223               | 245                | George Russell      | Mercedes |
| 2025     | 109*              | 151*               | Charles Leclerc     | Ferrari  |

* Stagione in corso

## Riepilogo
| Stagione | Serie                                     | Squadra          | Gare | Vittorie | Pole | Giri Veloci | Podi | Punti | Pos. |
| -------- | ----------------------------------------- | ---------------- | ---- | -------- | ---- | ----------- | ---- | ----- | ---- |
| 2001     | Formula Renault Regno Unito Winter Series | Manor Motorsport | 4    | 0        | 0    | 0           | 0    | 48    | 7º   |
| 2002     | Formula Renault 2000 Regno Unito          | Manor Motorsport | 13   | 3        | 3    | 5           | 7    | 274   | 3º   |
| 2002     | Formula Renault 2000 Eurocup              | Manor Motorsport | 4    | 1        | 1    | 2           | 3    | 92    | 5º   |
| 2003     | Formula Renault 2000 Regno Unito          | Manor Motorsport | 15   | 10       | 11   | 9           | 13   | 419   | 1º   |
| 2003     | F3 britannica                             | Manor Motorsport | 2    | 0        | 0    | 0           | 0    | 0     | N.C. |
| 2003     | Formula Renault 2000 Masters              | Manor Motorsport | 2    | 0        | 0    | 0           | 1    | 24    | 12º  |
| 2003     | Formula Renault 2000 NEC                  | Manor Motorsport | 2    | 0        | 0    | 0           | 0    | 25    | 27º  |
| 2003     | Korea Super Prix                          | Manor Motorsport | 1    | 0        | 1    | 0           | 0    | N.A.  | N.C. |
| 2003     | Gran Premio di Macao                      | Manor Motorsport | 1    | 0        | 0    | 0           | 0    | N.A.  | N.C. |
| 2004     | Formula 3 Euro Series                     | Manor Motorsport | 20   | 1        | 1    | 2           | 5    | 69    | 5º   |
| 2004     | Bahrein Superprix                         | Manor Motorsport | 1    | 1        | 0    | 0           | 1    | N.A.  | 1º   |
| 2004     | Gran Premio di Macao                      | Manor Motorsport | 1    | 0        | 1    | 0           | 0    | N.A.  | 14º  |
| 2004     | Masters di Formula 3                      | Manor Motorsport | 1    | 0        | 0    | 0           | 0    | N.A.  | 7º   |
| 2005     | Formula 3 Euro Series                     | ASM Formule 3    | 20   | 15       | 13   | 10          | 17   | 172   | 1º   |
| 2005     | Masters di Formula 3                      | ASM Formule 3    | 1    | 1        | 1    | 1           | 1    | N.A.  | 1º   |
| 2006     | GP2 Series                                | ART Grand Prix   | 21   | 5        | 1    | 7           | 14   | 114   | 1º   |
| 2007     | Formula 1                                 | McLaren          | 17   | 4        | 6    | 2           | 12   | 109   | 2º   |
| 2008     | Formula 1                                 | McLaren          | 18   | 5        | 7    | 1           | 10   | 98    | 1º   |
| 2009     | Formula 1                                 | McLaren          | 17   | 2        | 4    | 0           | 5    | 49    | 5º   |
| 2010     | Formula 1                                 | McLaren          | 19   | 3        | 1    | 5           | 9    | 240   | 4º   |
| 2011     | Formula 1                                 | McLaren          | 19   | 3        | 1    | 3           | 6    | 227   | 5º   |
| 2012     | Formula 1                                 | McLaren          | 20   | 4        | 7    | 1           | 7    | 190   | 4º   |
| 2013     | Formula 1                                 | Mercedes         | 19   | 1        | 5    | 1           | 5    | 189   | 4º   |
| 2014     | Formula 1                                 | Mercedes         | 19   | 11       | 7    | 7           | 16   | 384   | 1º   |
| 2015     | Formula 1                                 | Mercedes         | 19   | 10       | 11   | 8           | 17   | 381   | 1º   |
| 2016     | Formula 1                                 | Mercedes         | 21   | 10       | 12   | 3           | 17   | 380   | 2º   |
| 2017     | Formula 1                                 | Mercedes         | 20   | 9        | 11   | 7           | 13   | 363   | 1º   |
| 2018     | Formula 1                                 | Mercedes         | 21   | 11       | 11   | 3           | 17   | 408   | 1º   |
| 2019     | Formula 1                                 | Mercedes         | 21   | 11       | 5    | 6           | 17   | 413   | 1º   |
| 2020     | Formula 1                                 | Mercedes         | 16   | 11       | 10   | 6           | 14   | 347   | 1º   |
| 2021     | Formula 1                                 | Mercedes         | 22   | 8        | 5    | 6           | 17   | 387,5 | 2º   |
| 2022     | Formula 1                                 | Mercedes         | 22   | 0        | 0    | 2           | 9    | 240   | 6º   |
| 2023     | Formula 1                                 | Mercedes         | 22   | 0        | 1    | 4           | 6    | 234   | 3º   |
| 2024     | Formula 1                                 | Mercedes         | 24   | 2        | 0    | 2           | 5    | 223   | 7º   |
| 2025     | Formula 1                                 | Ferrari          | 14   | 0        | 0    | 0           | 0    | 109*  |      |

* Stagione in corso